# Doroslovo
Doroslovo (Hongaars: Doroszló) is een dorp in Servië in de autonome provincie Vojvodina. Het dorp maakt onderdeel uit van de gemeente Sombor.
Doroslovo ligt ten zuiden van de stad Sombor. Het dorp had 1497 inwoners in 2011.
Het dorp bestond al in de 14e eeuw, na de Ottomaanse bezetting vanaf 1526 raakte het ontvolkt. Pas in de 18e eeuw werd het opnieuw gesticht.
In 1910 had het 2722 inwoners, de Hongaren waren met 2602 personen in de meerderheid.
Tijdens de laatste volkstelling in 2011 was het aandeel van de Hongaren 52% gevolgd door de Serviërs die 36% van de bevolking vormen.

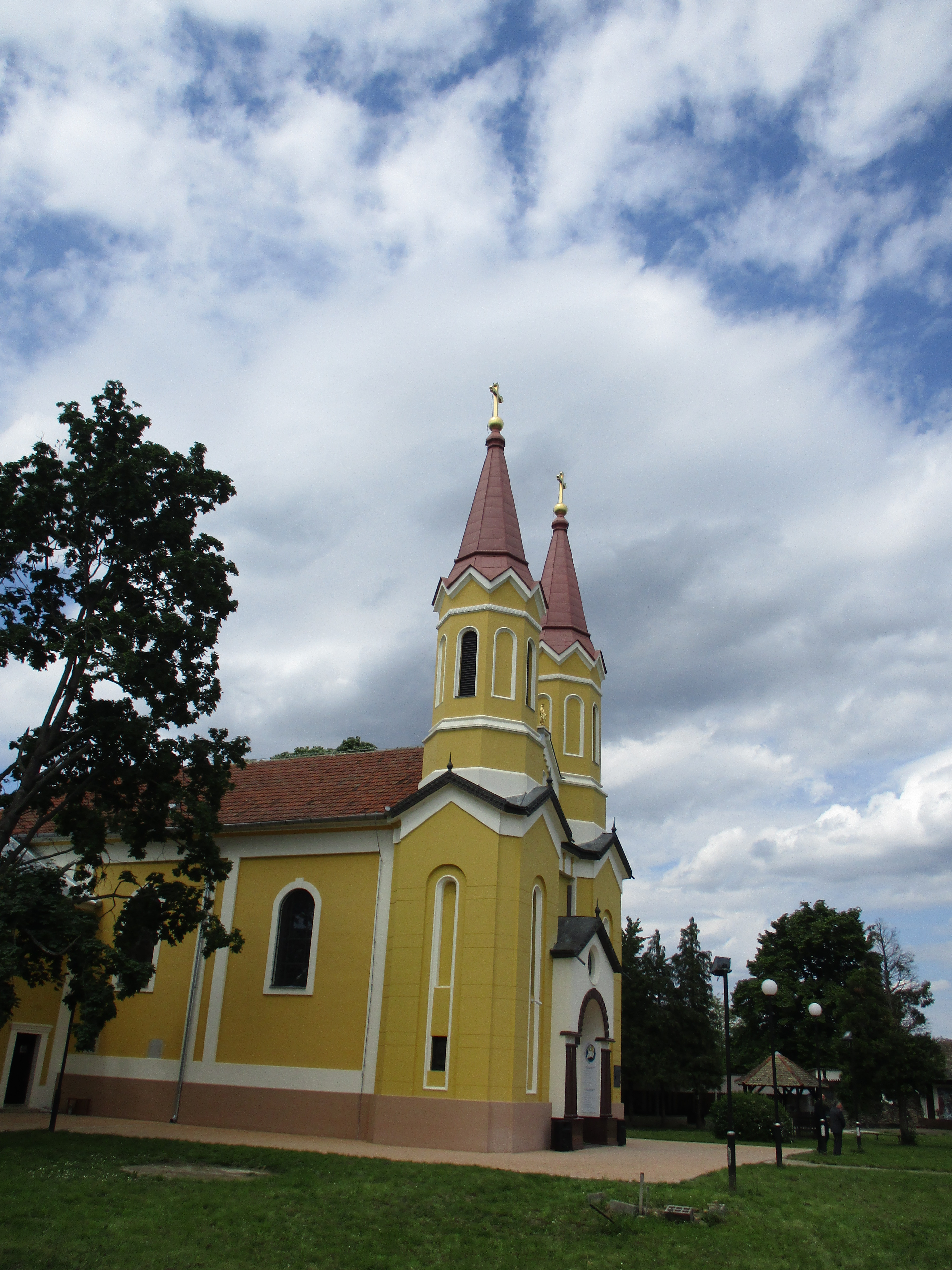
Kerk van de Geboorte van Maria in Doroslovo